# Adrian Stoop
Pour les articles homonymes, voir Stoop.

a Compétitions nationales et continentales officielles uniquement.

b Matchs officiels uniquement.
Dernière mise à jour le 12 novembre 2021.
Adrian Dura Stoop, né le 27 mars 1883 à Kensington (Angleterre) et mort le 27 novembre 1957 à Aldershot, est un joueur de rugby à XV d'origine hollandaise naturalisé anglais. Il joue avec l'équipe d'Angleterre de 1905 à 1912 et avec le club des Harlequins à 182 reprises entre 1901 et 1939, évoluant au poste de demi d'ouverture
Il est président des Harlequins pendant la période 1920–1949. Le terrain du club, The Stoop, est appelé ainsi, en témoignage de reconnaissance.

## Carrière
Il a eu sa première cape internationale le 18 mars 1905, à l’occasion d’un match contre l'équipe d'Écosse.

## Statistiques en équipe nationale
- 15 sélections avec l'équipe d'Angleterre
- Sélections par année : 1 en 1905, 3 en 1906, 2 en 1907, 3 en 1910, 4 en 1911, 2 en 1912